# ファンタジーバスケットボール
ファンタジーバスケットボール(Fantasy Basketball)は、ファンタジーベースボールに触発され始まったバスケットボールゲームの一種。プレーヤーは仮想球団のゼネラルマネージャーとして実在のバスケットボール選手を一定のルールの下に編成して仮想の自分のチームを作り、実際のNBA選手の成績をポイント化して総合ポイント等を競うゲーム（シミュレーションゲーム）である。当初はESPN、NBA.comとYahoo!が火付け役としてサービスを展開していたが、現在はアメリカを中心に注目を集めており無数の類似サービスが存在する。

## ゲームルールと設定
基本的なルールはファンタジーベースボールを参照。
固定されている全体的に決まっているルールは存在せず(類似しているケースが多いが)サービスによって基本ルールが異なる。尚、サービス内でもリーグが存在し、リーグ別にルールを設ける事が可能な場合もある。以下にて良く使われる共通ルールを記載する。

### 使用される情報
このゲームの仕様上、実際のNBAの試合結果や選手成績が使用されているが、実際サービスによって仕様される情報は異なり、最少で3項目から最多で11項目までのデータが扱われる。良く使われるデータとして以下が挙げられる。
- 得点。
- リバウンド数。
- アシスト数。
- ブロック数。
- スティール数。

上記以外にも詳細まで計算するサービスも存在し、以下の様なデータも参照するケースも存在する。
- シュート成功率。
- 3ポイントシュート成功率。
- ターンオーバー数。
- ファール数。

上記以外にも稀にリバウンド数をオフェンシブとディフェンシブに分けて計算するサービスも存在する。

### 扱うデータの問題点
サービス運営陣は上記で紹介したデータの内、実際どれをどのような計算式で使用するかを良く考えないとサービス上で成績の偏りが生じてしまう。選手のポジションにより点数の割り振りが不公平な結果になりかねない。例えば、得点、アシスト数、スティール数しか扱わないサービスはこれらの分野で飛躍しやすいガードのポジションの方が高得点を獲得してしまう。

### 選手獲得方法
大きく分けて二種類の選手獲得方法が使われている。
- スネークドラフト方式

固定された人数でのリーグにて時々扱われる。
1. ルールとしては、参加プレーヤーがランダムで順序付けされる。
2. プレーヤーは順番に一人ずつ選手を選んでいく。
3. 一通り選び終わったら、今度は順序を逆にしてまた一人ずつ選んでいく。
4. 全プレーヤーのロスターが埋まるまで2と3を繰り返す。

- オークションドラフト方式

登録時に運営側からある金額を渡されて、オークションの様に他選手と払える金額を見せ合い、金額が一番高いプレイヤーが選手を落札出来るシステム。
ロスターを最低人数まで埋めないと参加できないような制限がかけられている事が多い。
- 株式選手売買システム

上記の様なリーグの最初に選手を全て獲得するシステムとは異なり、リーグ開催中に何度でも選手の売買が出来るシステム。
上記には無い以下の様な制限が課されているケースが多い。
1. 複数プレイヤーが同じ選手を獲得する事が出来る。
2. 売買状況により選手の値段が常に変動する。
3. 売買する度に手数料がかかる。

## 日本における展開
日本でのファンタジーバスケットボールの普及率はまだ低く、サービス数もまだ少ないのが現状である。
ファンタジースポーツジャパン社がバスケットボールを題材にしたファンタジー・スポーツを運営している。 
また、モバイルサービスとしては、よしもとクリエイティブ エージェンシーとMIC.9が共同して2010年4月から、NBAの選手データを扱った『NBAオールスターズ』というモバイル専用のファンタジーバスケットボールサービスを始めた。
2021年10月より、Wリーグ（バスケットボール女子日本リーグ）と名古屋テレビの子会社ドリームチームズが提携し、ファンタジーバスケットボールサービス「ドリームチームズ」を提供している。

## ファンタジースポーツ
アメリカでは、アメリカンフットボールを始め、バスケットボール、ホッケー、ゴルフなど野球以外のスポーツでも「ファンタジーゲーム」が普及しており、一般に「ファンタジースポーツ」としてオンラインスポーツシミュレーションゲームとしてジャンルが確立されている。近年、ヨーロッパでも各国リーグのサッカーを題材とした「ファンタジーフットボール」も普及し始めている。
日本では、バスケットボール以外のファンタジースポーツとしては、
Yahoo! JAPANが『ファンタジーサッカー』を2003年シーズンより提供していたが、2010年2月15日をもって、サービス提供を休止した。